# Galo Gaulês

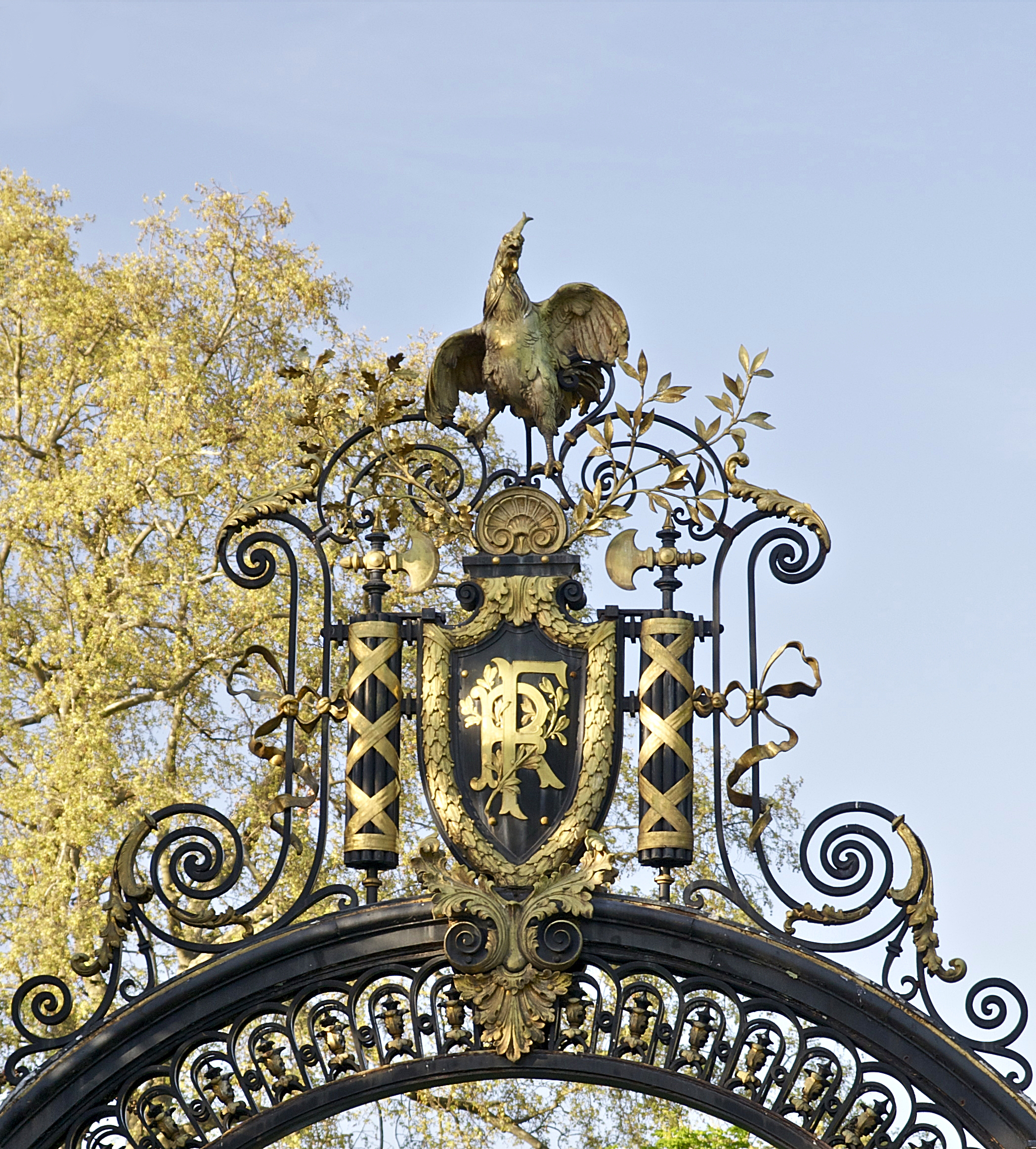
O Galo Gaulês no portão do Palácio do Eliseu, em Paris, residência oficial do Presidente da República Francesa.

O Galo Gaulês é um dos símbolos nacionais da França, ao lado de Marianne, da bandeira tricolor e de La Marseillaise.

## História
A ligação entre o galo e os gauleses foi feita pelos romanos na Antiguidade, sendo utilizado como símbolo nacional francês pela primeira vez durante a Revolução Francesa. Ele se opôs particularmente à águia prussiana ou alemã durante as guerras, embora, durante a Era Napoleônica, tenha sido em grande parte substituído pela Águia Imperial.
Na Valônia, ativistas reunidos em 1912 procuravam um símbolo para a sua região. Ansiosos por ligar a identidade da Valônia à civilização latina e, particularmente, à civilização francesa, decidiram adotar um galo como símbolo, uma vez que o Galo Gaulês já era um símbolo da França há muito tempo, em particular desde a Revolução de 1789, a Monarquia de Julho e os regimes republicanos subsequentes, aparecendo no emblema nacional do país, na maioria dos memoriais de guerra franceses da Primeira Guerra Mundial, em antigas moedas francesas e nas camisas das seleções esportivas francesas.
O grito do galo (“cocorico") é uma onomatopeia que, na França, é utilizada para expressar alegria tingida de patriotismo ou chauvinismo, muitas vezes com ironia.